# San Silvestre de Guzmán
San Silvestre de Guzmán ist ein Ort und eine spanische Gemeinde (Municipio) in der Provinz Huelva in der Autonomen Region Andalusien. 2024 hatte die Gemeinde 644 Einwohner. 

## Lage
San Silvestre de Guzmán liegt etwa 45 Kilometer westnordwestlich von Huelva an der Grenze zu Portugal in einer Höhe von ca. 35 m. Die Grenze zu Portugal bildet hier der Fluss Chanza. 

## Bevölkerungsentwicklung
| Jahr      | 1970  | 1980 | 1990 | 2000 | 2010 | 2020 |
| Einwohner | 1.021 | 845  | 699  | 638  | 704  | 656  |

## Sehenswürdigkeiten
- Rosenkranzkirche (Iglesia de Nuestra Señora del Rosario)
- Rathaus

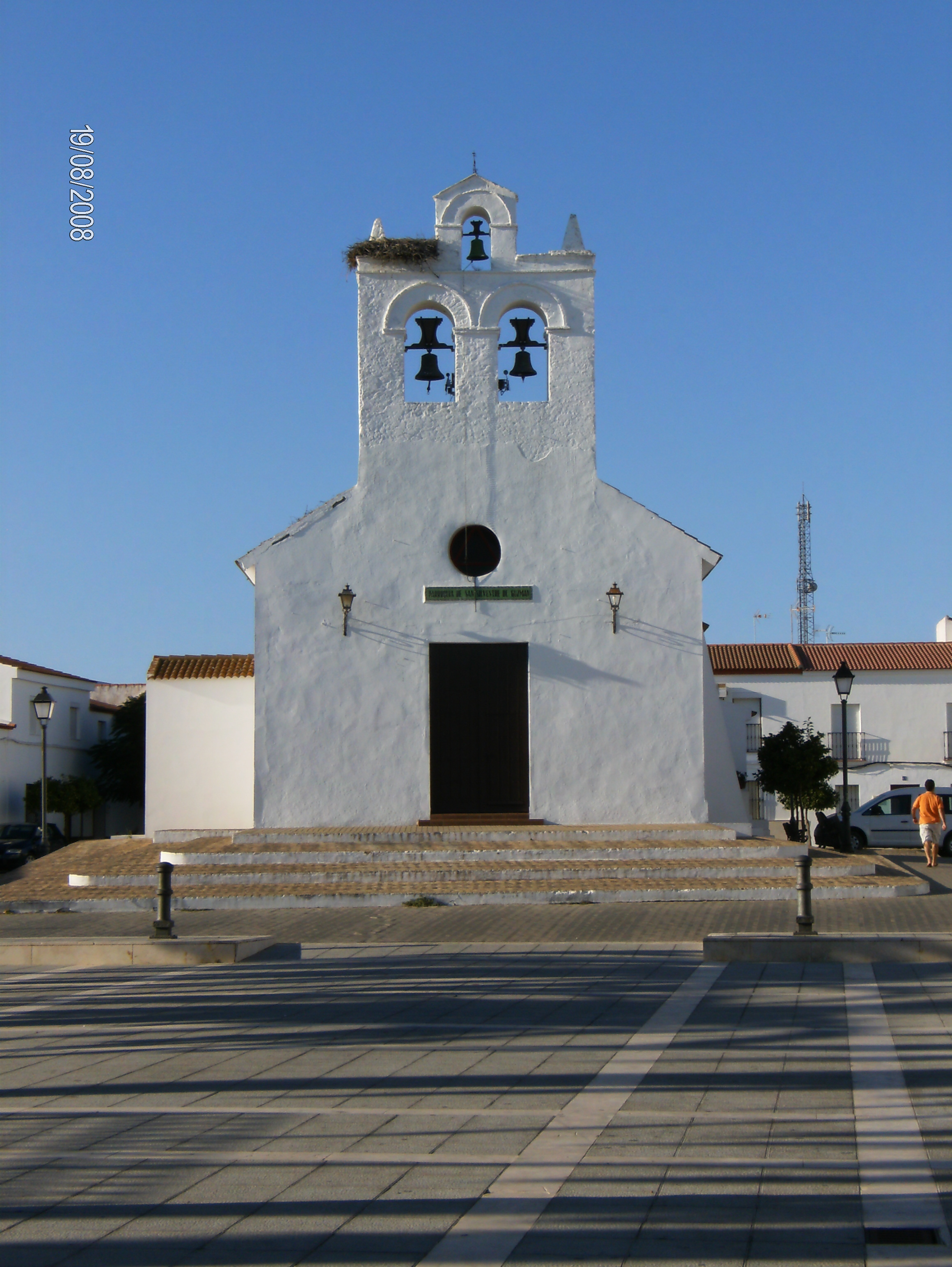
Rosenkranzkirche
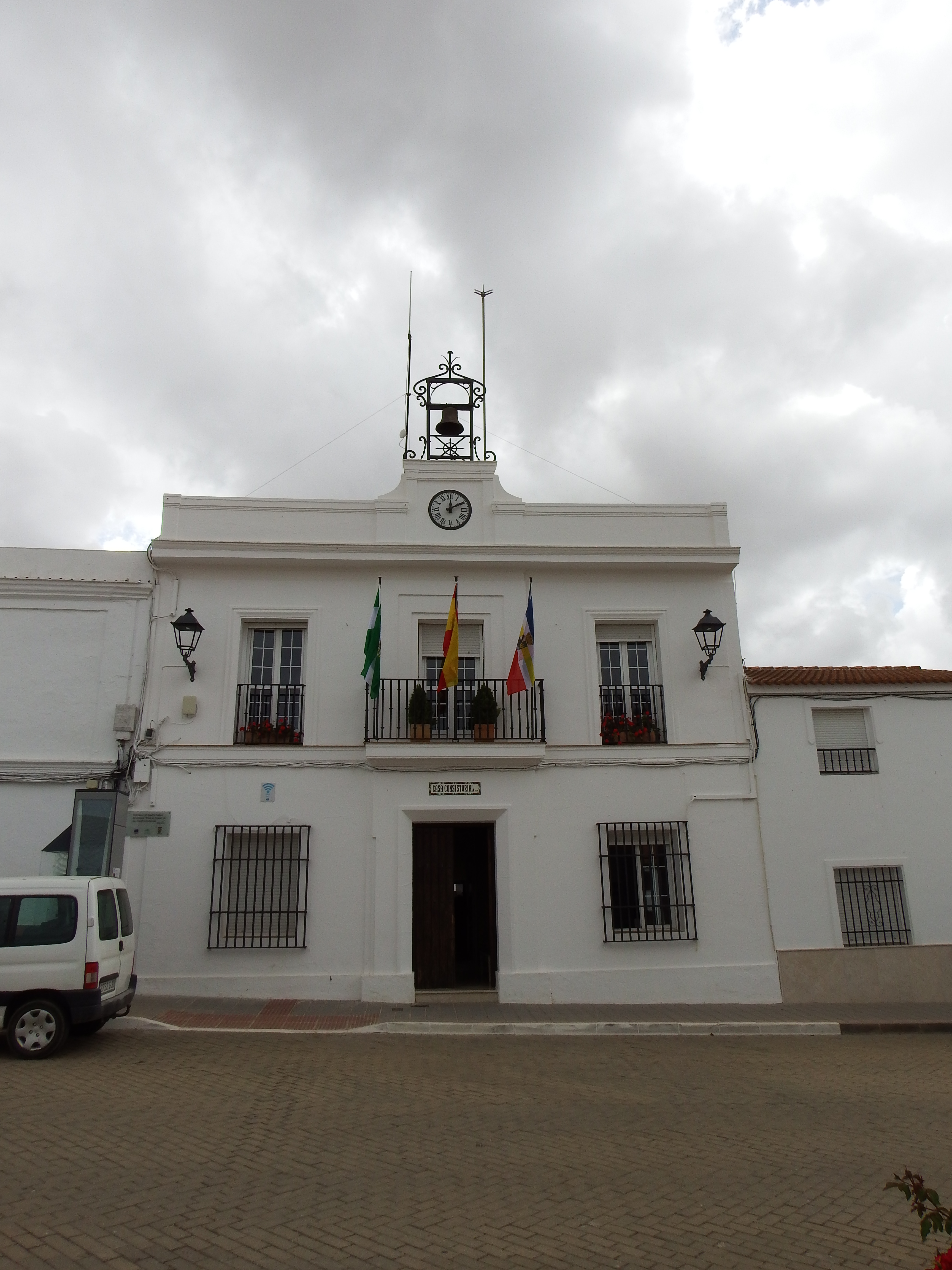
Rathaus